# 母子舞い
『母子舞い』（ははこまい）は、1967年9月11日～1967年11月3日までフジテレビで放送。『ライオン奥様劇場』として、 月曜日から金曜日の13:00-13:30に放送。放送回数40回。

## キャスト
- 主な出演：磯村みどり、三田登喜子

## スタッフ
- 音楽：大森盛太郎、横山菁児、宮内國郎

## 主題歌
「母子舞い」
- 作詞：星野哲郎 / 作曲：叶弦大 / 編曲：安藤実親 / 歌：笹みどり
- レコードはクラウンレコード（現：日本クラウン）から発売された。

| フジテレビ系列 ライオン奥様劇場 | フジテレビ系列 ライオン奥様劇場 | フジテレビ系列 ライオン奥様劇場 |
| 前番組                          | 番組名                          | 次番組                          |
| ------------------------------- | ------------------------------- | ------------------------------- |
| 暖流                            | 母子舞い                        | 女のいのち                      |